# Ahmed Ramzy (football)
Ahmed Megahid Ramzy (arabe : أحمد رمزي), surnommé Roza, né le 25 juillet 1965 en Égypte, est un joueur de football professionnel égyptien maintenant retraité qui jouait attaquant.

## Biographie
Il a évolué toute sa carrière dans le club égyptien de Zamalek, dont il est à présent le manager assistant.
Il a participé à la coupe du monde 1990 en Italie avec l'Égypte, sélectionné par l'entraîneur Mahmoud Al-Gohary.

## Palmarès

### Joueur
- Zamalek

3 Championnats d'Égypte

1 Coupe d'Égypte

2 Ligues des champions africaine

1 Supercoupe d'Afrique

1 Coupe Afro-Asiatique

### Manager
- Zamalek

2 Championnats d'Égypte

1 Coupe d'Égypte

2 Supercoupe d'Égypte

1 Ligue des champions africaine

1 Coupe d'Afrique des vainqueurs de coupes

1 Supercoupe d'Afrique (2002)